# Nhân Hiển Vương hậu
Nhân Hiển vương hậu (chữ Hán: 仁顯王后; Hangul: 인현왕후, 15 tháng 5, năm 1667 - 16 tháng 9, năm 1701), đôi khi còn gọi là Phế phi Mẫn thị (废妃閔氏), là Vương phi thứ hai của Triều Tiên Túc Tông. Với việc 1 lần bị phế rồi lại phục vị, bà là một trong những Vương hậu nổi tiếng nhất của nhà Triều Tiên. Cái chết của bà có liên quan mật thiết đến việc Trương Hy tần bị buộc phải tự sát không lâu sau đó. 
Phong vị của bà khi còn sống là Vương phi, cũng như tất cả chính thất của Quốc vương Triều Tiên, bà chỉ được truy phong Vương hậu sau khi qua đời.

## Thân thế
Nhân Hiển vương hậu xuất thân từ gia tộc danh giá Ly Hưng Mẫn thị (驪興閔氏), sinh ngày 23 tháng 4 (tức ngày 15 tháng 5 dương lịch) năm thứ 8 thời Triều Tiên Hiển Tông, là con gái thứ hai của Li Dương phủ viện quân Mẫn Duy Trọng (闵维重) cùng người vợ thứ hai là Ân Thành phủ phu nhân Tống thị ở Ân Tân (恩城府夫人恩津宋氏).
Dòng họ Li Hưng Mẫn thị có xuất xứ từ đệ tử của Khổng Tử là Mẫn Tổn (闵损), xuất thân cao quý và vinh hiển, dòng họ này khi đó là một trong những đại gia tộc tôn quý nhất. Ngoại tổ phụ của bà là Tống Tuấn Cát (宋浚吉), đứng đầu trong Đông quốc thập bát hiền (东国十八贤).

## Trung điện và bị phế
Năm 1681, bà trở thành Vương phi kế nhiệm của Triều Tiên Túc Tông khi vừa 14 tuổi, không lâu sau khi Nhân Kính Vương hậu Kim thị qua đời vì bệnh đậu mùa. Tuy kết hôn nhiều năm nhưng bà không sinh được người con nào cho nhà vua, Túc Tông quay qua sủng ái một hậu cung xinh đẹp là Trương Ngọc Trinh và phong cô ta thành Thục viên (淑媛), rồi mau chóng lên hàng Chiêu nghi (昭儀).
Năm 1688, Chiêu nghi Trương thị sinh hạ Vương tử Lý Quân (李昀), Túc Tông phong cho Trương thị lên Hy tần (禧嬪), chỉ dưới Vương phi một bậc. Khi đó, Túc Tông muốn phong vị cho Vương tử con trai của Trương Chiêu nghi thành Thế tử và hành động này bị phản đối bởi phái Lão luận vốn ủng hộ Vương phi Mẫn thị, dẫn đầu là Tống Thời Liệt; đối lập là sự ủng hộ bởi phái Thiếu luận ủng hộ Trương Chiêu nghi. Túc Tông tức giận với phe đối lập và nhiều người đã phải bỏ mạng, bao gồm cả Tống Thời Liệt.
Năm 1689, ngày 4 tháng 5, Vương phi bị Trương Hy tần hãm hại vì có ý mưu hại Vương tử. Túc Tông cùng các Nho gia kịch liệt tức giận, tội danh mưu hại Vương tử khiến Vương phi Mẫn thị bị phế làm Thứ nhân và bị buộc phải ra khỏi cung đến Cảm Cổ đường (感古堂). Bà sống một cuộc sống đạm bạc và bần cùng trong thời gian bị lưu đày này. Cùng năm đó, Trương Hy tần được phong làm Vương phi kế nhiệm. Về sau, Túc Tông dần dần cảm thấy thương nhớ Phế phi Mẫn thị, muốn bà trở lại ngôi vị và dần lạnh nhạt với Vương phi Trương thị.

## Phục vị và qua đời
Năm 1694, Túc Tông tiến hành cải tổ nội các, loại bỏ phái Nam Nhân và đưa phái Tây Nhân lên nắm quyền trở lại. Sự kiện này được gọi là Giáp Tị hoán cục (甲戌換局). Ngày 2 tháng 4, nhà vua cho đón Mẫn thị trở về cung, ngự ở Cảnh Phúc đường (景福堂). Ngày 1 tháng 6, Dưới sự ủng hộ của phái Tây Nhân và Thôi Thục tần, Túc Tông đã phục vị cho Phế phi Mẫn thị. Trương Vương phi bị giáng vị thành Hy tần như trước.
Năm 1701, ngày 14 tháng 8 (tức ngày 16 tháng 9 dương lịch), Vương phi Mẫn thị bị bệnh và qua đời đột ngột ở Cảnh Xuân điện (景春殿) thuộc Xương Khánh cung, hưởng thọ 35 tuổi. Cái chết của bà đột ngột và không rõ nguyên do, có một số người cho rằng bà đã bị đầu độc. Một số khác cho rằng bà đã bị Trương hy tần dùng tà thuật trù yếm.
Thụy hiệu sơ phong là Nhân Hiển vương hậu (仁顯王后), về sau các quốc vương đều gia tặng thêm thụy hiệu cho bà, toàn thụy là Hiếu Kính Thục Thánh Trang Thuần Nguyên Hóa Ý Liệt Trinh Mục Nhân Hiển Vương hậu (孝敬淑聖莊純元化懿烈貞穆仁顯王后). Bà được chôn cất ở Minh Lăng (明陵, 명릉) tại tỉnh Gyeonggi, và sau này Túc Tông cũng được chôn gần bà trong cùng một khu vực.
Một trong những cung nữ của Vương hậu đã viết một cuốn sách mang tên "Nhân Hiển vương hậu truyện" (仁显王后传; 인현왕후전), cho đến nay vẫn còn tồn tại. Câu chuyện kể về đức tính hiền huệ của Vương hậu và những âm mưu thâm độc của Trương Hy tần trong việc hãm hại Vương hậu bị phế vào năm 1689.

## Gia đình
- Ông nội: Mẫn Quang Hân (閔光勳; 1595 - 1659), tự Trọng Tập (仲集).
- Ông ngoại: Tống Tuấn Cát (宋浚吉; 1606 - 1672), đứng đầu Đông quốc thập bát hiền (东国十八贤).
  - Bác: Mẫn Thi Trọng (閔蓍重; 1625 - 1677).
  - Bác: Mẫn Đỉnh Trọng (閔鼎重; 1628 - 1692).
  - Cha: Li Dương phủ viện quân Mẫn Duy Trọng (閔維重, 민유중; 1630 - 1687).
  - Mẹ đích: Hải Phong phủ phu nhân Đức Thủy Lý thị (海豊府夫人德水李氏, 해풍부부인; 1628 - 1652), không có con, bà là cháu ngoại của Thuận Hòa quân (順和君), con trai thứ sáu của Triều Tiên Tuyên Tổ.
  - Mẹ đẻ: Ân Thành phủ phu nhân Ân Tân Tống thị (恩城府夫人恩津宋氏, 은성부부인; 1637 - 1672).
    - Chị gái: Trinh phu nhân Mẫn thị (貞夫人閔氏, 1656 - 1728), lấy Lý Phiên Xương (李晩昌, 1654 - 1684).
    - Anh trai: Mẫn Trấn Hậu (閔鎭厚; 1659 - 1720), là ông tổ ba đời của Minh Thành hoàng hậu.
    - Anh trai: Mẫn Trấn Viễn (閔鎭遠; 1664 - 1736), có cháu gái là Thuần Minh Hiếu hoàng hậu của Triều Tiên Thuần Tông.
    - Em gái: Mẫn thị (閔氏, 1671 - 1706), lấy Thân Tích Hoa (申錫華, 1672 - 1714).

  - Mẹ kế: Phong Xương phủ phu nhân Phong Bình Triệu thị (豊昌府夫人豊壤趙氏, 풍창부부인; 1659 - 1741).
    - Em trai: Mẫn Trấn Vĩnh (閔鎭永; 1682 - 1724), cháu gái là Thuần Mục đại viện phi (純穆大院妃), mẹ đẻ của Triều Tiên Cao Tông.
    - Em gái: Mẫn thị, lấy Lý Trường Huy (李長輝).
    - Em gái: Mẫn thị, lấy Hồng Vũ Triệu (洪禹肇).

  - Mẹ thé (không rõ):
    - Anh em trai: Mẫn Trấn Xương (閔鎭昌).
    - Anh em trai: Mẫn Trấn Ngũ (閔鎭五).
    - Chị em gái: Mẫn thị, lấy Lý Mạn (李熳).
    - Chị em gái: Mẫn thị, lấy Liễu Huyến (柳絢).

## Thụy hiệu
- Hyogyeong Sukseong Jangsun Wonhwa Uiyeol Jeongmok Inhyeon Wanghu.
- 효경숙성장순원화의열정목인현왕후.
- 孝敬淑聖莊純元化懿烈貞穆仁顯王后.
- Hiếu Kính Thục Thánh Trang Thuần Nguyên Hóa Ý Liệt Trinh Mục Nhân Hiển Vương hậu.

## Trong văn hóa đại chúng
- Được diễn bởi Kim Min Jung trong phim Jang Hui-bin MBC 1971
- Được diễn bởi Lee Hye Sook trong phim Women of History: Jang Hui-bin MBC 1981
- Được diễn bởi Park Soon-Ae trong phim Queen Inhyeon MBC 1988
- Được diễn bởi Kim Won Hee trong phim Jang Hui-bin SBS 1995
- Được diễn bởi Park Sun-young trong phim Jang Hui-bin KBS 2002
- Được diễn bởi Park Ha Sun trong phim Dong Yi MBC 2010
- Được diễn bởi Yoo In Na trong phim Queen In-Hyun's Man TVN 2012
- Được diễn bởi Hong Soo-Hyun trong phim Jang Ok-jung, Live for Love SBS 2013